# Rally de Nueva Zelanda de 2022
El Rally de Nueva Zelanda de 2022, oficialmente 45th Repco Rally of New Zealand, fue la cuadragésimo quinta edición y la undécima ronda de la temporada 2022 del Campeonato Mundial de Rally. Se celebró del 29 de septiembre al 2 de octubre y contó con un itinerario de diecisiete tramos sobre tierra que sumaban un total de 276,44 km cronometrados. Fue también la úndécima ronda de los campeonatos WRC2 y WRC 3.
El ganador de la prueba fue el nuevo campeón mundial Kalle Rovanperä quien en una verdadera exhibición de talento, agallas y audacia se impuzó en un rally celebradó en condiciones difíciles para todos en especial para él que abria pista el primer día. Rovanperä tomó el liderato del rally al comienzo del tercer día  no lo solto hasta terminar la prueba como ganador, además para coronar la faena sumó los cinco puntos del Power Stage. Kalle Rovanperä con 22 años y un día se convirtió en el piloto más joven en consagrarse campeón del mundo superando la anterior marca del recordado y añorado Colin McRae quien ganó el título de 1995 con 27 años y 109 días. Rovanperä fue acompañado en el podio por su compañero de equipo y hasta el final del rally, campeón defensor, Sébastien Ogier y por el campeón del mundo 2019 y principal rival por la corona mundial, Ott Tänak.
En el WRC-2, el local y maximó candidato a la victoria, Hayden Paddon cumplió todos los pronosticos y se llevó la victoria. Paddon dominó de principio a fin de la prueba, ganó 13 de las 17 especiales cronometradas imponiendose por más de dos minutos y medio a uno de los principales candidatos a título de la categoría, el polaco Kajetan Kajetanowicz. el último escalón del podio lo ocupó otro local, el piloto de Supercars Shane van Gisbergen quien en su primera prueba mundialista se sube al podio de su categoría, además de sumar puntos para el campeonato del mundo.
En el WRC-3 no hubo ganador al no haber ningún insripto en la categoría. Esta prueba fue la primera de la temporada en la cual no hubo ni un participante.  

## Lista de inscritos
| Num.                       | Piloto               | Copiloto           | Automóvil              | Equipo                     | Neu. |
| -------------------------- | -------------------- | ------------------ | ---------------------- | -------------------------- | ---- |
| 1                          | Sébastien Ogier      | Benjamin Veillas   | Toyota GR Yaris Rally1 | Toyota Gazoo Racing WRT    | P    |
| 2                          | Oliver Solberg       | Elliott Edmondson  | Hyundai i20 N Rally1   | Hyundai Shell Mobis WRT    | P    |
| 8                          | Ott Tänak            | Martin Järveoja    | Hyundai i20 N Rally1   | Hyundai Shell Mobis WRT    | P    |
| 11                         | Thierry Neuville     | Martijn Wydaeghe   | Hyundai i20 N Rally1   | Hyundai Shell Mobis WRT    | P    |
| 18                         | Takamoto Katsuta     | Aaron Johnston     | Toyota GR Yaris Rally1 | Toyota Gazoo Racing WRT NG | P    |
| 33                         | Elfyn Evans          | Scott Martin       | Toyota GR Yaris Rally1 | Toyota Gazoo Racing WRT    | P    |
| 37                         | Lorenzo Bertelli     | Lorenzo Granai     | Ford Puma Rally1       | M-Sport Ford WRT           | P    |
| 42                         | Craig Breen          | Paul Nagle         | Ford Puma Rally1       | M-Sport Ford WRT           | P    |
| 44                         | Gus Greensmith       | Jonas Andersson    | Ford Puma Rally1       | M-Sport Ford WRT           | P    |
| 69                         | Kalle Rovanperä      | Jonne Halttunen    | Toyota GR Yaris Rally1 | Toyota Gazoo Racing WRT    | P    |
| World Rally Championship 2 |                      |                    |                        |                            |      |
| 20                         | Hayden Paddon        | John Kennard       | Hyundai i20 N Rally2   | Hayden Paddon              | P    |
| 21                         | Kajetan Kajetanowicz | Maciej Szczepaniak | Škoda Fabia Rally2 Evo | Kajetan Kajetanowicz       | P    |
| 22                         | Ben Hunt             | Tony Rawstorn      | Škoda Fabia Rally2 Evo | Ben Hunt                   | P    |
| 23                         | Shane van Gisbergen  | Glen Weston        | Škoda Fabia R5         | Shane van Gisbergen        | P    |
| 24                         | Harry Bates          | John McCarthy      | Škoda Fabia Rally2 Evo | Harry Bates                | P    |
| 25                         | Raana Horan          | Michael Connor     | Škoda Fabia Rally2 Evo | Raana Horan                | P    |
| 26                         | Todd Bawden          | Paul Burborough    | Ford Fiesta Rally2     | Todd Bawden                | P    |
| 27                         | Kingsley Jones       | Waverley Jones     | Škoda Fabia R5         | Kingsley Jones             | P    |
| 28                         | Armin Kremer         | Ella Kremer        | Citroën C3 Rally2      | Saintéloc Junior Team      | P    |
| 29                         | Luke Anear           | Andrew Sarandis    | Ford Fiesta Rally2     | Luke Anear                 | P    |
| 30                         | Andy Martin          | Matt Hayward       | Volkswagen Polo GTI R5 | Andy Martin                | P    |
| 31                         | Miguel Díaz-Aboitiz  | Jordi Hereu        | Škoda Fabia Rally2 Evo | Miguel Díaz-Aboitiz        | P    |
| World Rally Championship 3 |                      |                    |                        |                            |      |
| Sin inscritos              |                      |                    |                        |                            |      |
| Fuente: ewrc-results.com   |                      |                    |                        |                            |      |

## Itinerario
| Día                      | Tramo | Nombre                                | Distancia | Ganador de la etapa | Automóvil              | Tiempo  | Líder de la general |
| ------------------------ | ----- | ------------------------------------- | --------- | ------------------- | ---------------------- | ------- | ------------------- |
| Día 1 (29 de septiembre) | -     | Inland Road (Shakedown)               | 4.09 km   | Kalle Rovanperä     | Toyota GR Yaris Rally1 | 1:27.7  | -                   |
| Día 1 (29 de septiembre) | SS1   | Pukekawa Auckland Domain              | 1.40 km   | Ott Tänak           | Hyundai i20 N Rally1   | 1:45.8  | Ott Tänak           |
| Día 2 (30 de septiembre) | SS2   | Whaanga Coast 1                       | 29.07 km  | Gus Greensmith      | Ford Puma Rally1       | 20:04.4 | Craig Breen         |
| Día 2 (30 de septiembre) | SS3   | Te Akau South 1                       | 31.02 km  | Elfyn Evans         | Toyota GR Yaris Rally1 | 17:33.0 | Craig Breen         |
| Día 2 (30 de septiembre) | SS4   | Te Akau North 1                       | 18.20 km  | Ott Tänak           | Hyundai i20 N Rally1   | 9:52.0  | Ott Tänak           |
| Día 2 (30 de septiembre) | SS5   | Whaanga Coast 2                       | 29.07 km  | Sébastien Ogier     | Toyota GR Yaris Rally1 | 19:40.2 | Sébastien Ogier     |
| Día 2 (30 de septiembre) | SS6   | Te Akau South 2                       | 31.02 km  | Kalle Rovanperä     | Toyota GR Yaris Rally1 | 17:35.8 | Sébastien Ogier     |
| Día 2 (30 de septiembre) | SS7   | Te Akau North 2                       | 18.20 km  | Ott Tänak           | Hyundai i20 N Rally1   | 9:47.5  | Ott Tänak           |
| Día 3 (1 de octubre)     | SS8   | Kaipara Hills 1                       | 15.83 km  | Craig Breen         | Ford Puma Rally1       | 9:42.9  | Elfyn Evans         |
| Día 3 (1 de octubre)     | SS9   | Puhoi 1                               | 22.63 km  | Kalle Rovanperä     | Toyota GR Yaris Rally1 | 12:37.7 | Kalle Rovanperä     |
| Día 3 (1 de octubre)     | SS10  | Komokoriki 1                          | 5.60 km   | Craig Breen         | Ford Puma Rally1       | 3:20.6  | Kalle Rovanperä     |
| Día 3 (1 de octubre)     | SS11  | Kaipara Hills 2                       | 15.83 km  | Kalle Rovanperä     | Toyota GR Yaris Rally1 | 9:47.3  | Kalle Rovanperä     |
| Día 3 (1 de octubre)     | SS12  | Puhoi 2                               | 22.63 km  | Kalle Rovanperä     | Toyota GR Yaris Rally1 | 12:27.8 | Kalle Rovanperä     |
| Día 3 (1 de octubre)     | SS13  | Komokoriki 2                          | 5.60 km   | Craig Breen         | Ford Puma Rally1       | 3:19.2  | Kalle Rovanperä     |
| Día 4 (2 de octubre)     | SS14  | Whitford Forest - Te Maraunga Waiho 1 | 8.75 km   | Kalle Rovanperä     | Toyota GR Yaris Rally1 | 4:55.7  | Kalle Rovanperä     |
| Día 4 (2 de octubre)     | SS15  | Jacks Ridge Haunui 1                  | 6.42 km   | Ott Tänak           | Hyundai i20 N Rally1   | 4:52.6  | Kalle Rovanperä     |
| Día 4 (2 de octubre)     | SS16  | Whitford Forest - Te Maraunga Waiho 2 | 8.75 km   | Sébastien Ogier     | Toyota GR Yaris Rally1 | 4:52.4  | Kalle Rovanperä     |
| Día 4 (2 de octubre)     | SS17  | Jacks Ridge Haunui 2 (Power Stage)    | 6.42 km   | Kalle Rovanperä     | Toyota GR Yaris Rally1 | 4:51.9  | Kalle Rovanperä     |
| Fuente: ewrc-results.com |       |                                       |           |                     |                        |         |                     |

### Power stage
El power stage fue una etapa de 6.42 km al final del rally. Se otorgaron puntos adicionales del Campeonato Mundial a los cinco más rápidos.
| Pos. | Piloto           | Copiloto          | Coche                  | Equipo                  | Tiempo | Puntos |
| ---- | ---------------- | ----------------- | ---------------------- | ----------------------- | ------ | ------ |
| 1    | Kalle Rovanperä  | Jonne Halttunen   | Toyota GR Yaris Rally1 | Toyota Gazoo Racing WRT | 4:51.9 | 5      |
| 2    | Ott Tänak        | Martin Järveoja   | Hyundai i20 N Rally1   | Hyundai Shell Mobis WRT | +0.6   | 4      |
| 3    | Sébastien Ogier  | Benjamin Veillas  | Toyota GR Yaris Rally1 | Toyota Gazoo Racing WRT | +3.4   | 3      |
| 4    | Oliver Solberg   | Elliott Edmondson | Hyundai i20 N Rally1   | Hyundai Shell Mobis WRT | +3.6   | 2      |
| 5    | Thierry Neuville | Martijn Wydaeghe  | Hyundai i20 N Rally1   | Hyundai Shell Mobis WRT | +3.9   | 1      |

## Clasificación final
| World Rally Championship   | World Rally Championship | World Rally Championship | World Rally Championship | World Rally Championship | World Rally Championship | World Rally Championship | World Rally Championship |
| Pos.                       | Piloto                   | Copiloto                 | Automóvil                | Equipo                   | Neumático                | Tiempo                   | Puntos                   |
| -------------------------- | ------------------------ | ------------------------ | ------------------------ | ------------------------ | ------------------------ | ------------------------ | ------------------------ |
| 1                          | Kalle Rovanperä          | Jonne Halttunen          | Toyota GR Yaris Rally1   | Toyota Gazoo Racing WRT  | P                        | 2:48:01.4                | 25                       |
| 2                          | Sébastien Ogier          | Benjamin Veillas         | Toyota GR Yaris Rally1   | Toyota Gazoo Racing WRT  | P                        | +34.6                    | 18                       |
| 3                          | Ott Tänak                | Martin Järveoja          | Hyundai i20 N Rally1     | Hyundai Shell Mobis WRT  | P                        | +48.5                    | 15                       |
| 4                          | Thierry Neuville         | Martijn Wydaeghe         | Hyundai i20 N Rally1     | Hyundai Shell Mobis WRT  | P                        | +1:58.8                  | 12                       |
| 5                          | Oliver Solberg           | Elliott Edmondson        | Hyundai i20 N Rally1     | Hyundai Shell Mobis WRT  | P                        | +3:55.3                  | 10                       |
| 6                          | Hayden Paddon            | John Kennard             | Hyundai i20 N Rally2     | Hayden Paddon            | P                        | +10:03.7                 | 8                        |
| 7                          | Lorenzo Bertelli         | Lorenzo Granai           | Ford Puma Rally1         | M-Sport Ford WRT         | P                        | +10:39.0                 | 6                        |
| 8                          | Kajetan Kajetanowicz     | Maciej Szczepaniak       | Škoda Fabia Rally2 Evo   | Kajetan Kajetanowicz     | P                        | +12:36.8                 | 4                        |
| 9                          | Shane van Gisbergen      | Glen Weston              | Škoda Fabia R5           | Shane van Gisbergen      | P                        | +13:28.8                 | 2                        |
| 10                         | Harry Bates              | John McCarthy            | Škoda Fabia Rally2 Evo   | Harry Bates              | P                        | +16:51.6                 | 1                        |
| World Rally Championship 2 |                          |                          |                          |                          |                          |                          |                          |
| 1 (6.)                     | Hayden Paddon            | John Kennard             | Hyundai i20 N Rally2     | Hayden Paddon            | P                        | 2:58:05.1                | 25                       |
| 2 (8.)                     | Kajetan Kajetanowicz     | Maciej Szczepaniak       | Škoda Fabia Rally2 Evo   | Kajetan Kajetanowicz     | P                        | +2:33.1                  | 18                       |
| 3 (9.)                     | Shane van Gisbergen      | Glen Weston              | Škoda Fabia R5           | Shane van Gisbergen      | P                        | +3:25.1                  | 15                       |
| 4 (10.)                    | Harry Bates              | John McCarthy            | Škoda Fabia Rally2 Evo   | Harry Bates              | P                        | +6:47.9                  | 12                       |
| 5 (12.)                    | Armin Kremer             | Ella Kremer              | Citroën C3 Rally2        | Saintéloc Junior Team    | P                        | +10:58.1                 | 10                       |
| 6 (13.)                    | Todd Bawden              | Paul Burborough          | Ford Fiesta Rally2       | Todd Bawden              | P                        | +12:05.6                 | 8                        |
| 7 (14.)                    | Luke Anear               | Andrew Sarandis          | Ford Fiesta Rally2       | Luke Anear               | P                        | +14:34.6                 | 6                        |
| 8 (17.)                    | Ben Hunt                 | Tony Rawstorn            | Škoda Fabia Rally2 Evo   | Ben Hunt                 | P                        | +16:21.3                 | 4                        |
| 9 (18.)                    | Andy Martin              | Matt Hayward             | Volkswagen Polo GTI R5   | Andy Martin              | P                        | +21:23.6                 | 2                        |
| 10 (20.)                   | Miguel Díaz-Aboitiz      | Jordi Hereu              | Škoda Fabia Rally2 Evo   | Miguel Díaz-Aboitiz      | P                        | +32:11.0                 | 1                        |
| World Rally Championship 3 |                          |                          |                          |                          |                          |                          |                          |
| Sin participantes          |                          |                          |                          |                          |                          |                          |                          |
| Fuente: ewrc-results.com   |                          |                          |                          |                          |                          |                          |                          |

## Clasificaciones tras el rally
| Posición | Piloto           | Puntos | Cambios de posición |
| -------- | ---------------- | ------ | ------------------- |
| 1        | Kalle Rovanperä  | 237    | Sin cambios         |
| 2        | Ott Tänak        | 173    | Sin cambios         |
| 3        | Thierry Neuville | 144    | Sin cambios         |
| 4        | Elfyn Evans      | 116    | Sin cambios         |
| 5        | Takamoto Katsuta | 100    | Sin cambios         |

| Posición | Equipo                     | Puntos | Cambios de posición |
| -------- | -------------------------- | ------ | ------------------- |
| 1        | Toyota Gazoo Racing WRT    | 455    | Sin cambios         |
| 2        | Hyundai Shell Mobis WRT    | 374    | Sin cambios         |
| 3        | M-Sport Ford WRT           | 224    | Sin cambios         |
| 4        | Toyota Gazoo Racing WRT NG | 112    | Sin cambios         |